# Kirjatch (rivière)
Pour les articles homonymes, voir Kirjatch (homonymie).
La Kirjatch (en russe : Киржач) est une rivière de l'oblast de Vladimir, en Russie, et un affluent de la rive gauche de la Kliazma, dans le bassin hydrographique de la Volga, donc un sous-affluent de la Volga par l'Oka.

## Géographie
La Kirjatch est longue de 133 km et draine un bassin de 1 820 km2. Sa pente moyenne est de 0,64 m/km.
Elle naît de la confluence des rivières Kirjatch Bolchoï et Maly Kirjatch, près du village d'Ivachevo. La Kirjatch coule du nord au sud et se jette dans la Kliazma à Gorodichtchi, à 90 km à l'est de Moscou.
La Kirjatch a une profondeur maximale de 4 m et une largeur maximale de 70 m. Son principal affluent est la rivière Cheredar. Elle n'est pas navigable, mais est très appréciée des pratiquants du canoë et du kayak.
La ville de Kirjatch et la commune urbaine de Gorodichtchi sont situées sur les rives de la Kirjatch.